# TechChange
TechChange е американско социално предприятие, което предлага курсове за използването на технологиите за справяне със социалните и глобалните предизвикателства. Платформата му за електронно обучение е използвана от повече от 600 студенти от повече от 70 страни. Това е регистрирана благотворителна корпорация, базирана във Вашингтон, окръг Колумбия, основана през лятото на 2010 г.

## Курсове и дейности
TechChange предоставя онлайн курсове за сертификати по редица теми, включително технология за управление на извънредни ситуации, мобилни телефони за международно развитие, социални медии за социална промяна, социално предприемачество, дигитално организиране, отворено управление и др.
TechChange също така си партнира с международни организации за развитие, хуманитарни и миростроителни организации като USAID, Държавния департамент на САЩ, Световната банка и Фондацията на ООН, за да предоставя онлайн образователно съдържание. През 2012 г. си партнира с mHealth Alliance – съвместна програма, организирана от Фондацията на ООН, за да създаде първия онлайн курс за сертификати по mHealth (използване на мобилни комуникационни устройства, като мобилни телефони, таблетни компютри и персонални цифрови асистенти (PDA), и носими устройства, като смарт часовници, за здравни услуги, информация и събиране на данни).
TechChange създава образователни анимации за международни теми и инструменти за развитие. През април 2013 г. анимация на TechChange за M-Pesa – популярната програма за мобилни парични преводи, е представена като видеоклип на седмицата на Агенцията на САЩ за международно развитие.
TechChange е представена в различни публикации за техните нови подходи към онлайн обучение и изграждане на капацитет, включително в. „Ню Йорк Таймс“, тв новинарска програма PBS NewsHour, сп. „Икономист“, сп. „Fast Company“, в. „Chronicle of Higher Education“, сп. „Stanford Social Innovation Review“, в. „Гардиън“ и Dowser. оrg.